# Oshkosh PLS
Oshkosh PLS (Palletized Load System — «система погрузки/выгрузки и перевозки паллетированных грузов») и LVSR (Logistic Vehicle System Replacement — "логистическая система Корпуса морской пехоты, «заменяющая» систему LVS) - системы перевозки стандартизированных грузов (всех стандартизированных классов НАТО, универсальных ISO-контейнеров и мобильных модулей, в том числе кунгов) армии США и USMC на основе 5-осной модификации грузовика HEMTT колесной формулы 10×10 с погрузочно-разгрузочным устройством типа мультилифт. Предназначены для поддержки высокомобильных современных боевых групп, в том числе с тяжёлым вооружением. Так как США ведёт заокеанские боевые и миротворческие операции, то интермодальные перевозки унифицированных и сборных грузов напрямую из метрополии 20-футовыми контейнерами полной и половинной высоты позволяют повысить объём перевозок, ускорить доставку и обработку (включая оборот «грузового плеча»), а также упростить складирование и повысить сохранность грузов за счёт исключения перегрузок, отказа от разнообразия грузового оборудования и необходимости доставлять его в зону боевых действий.

## История

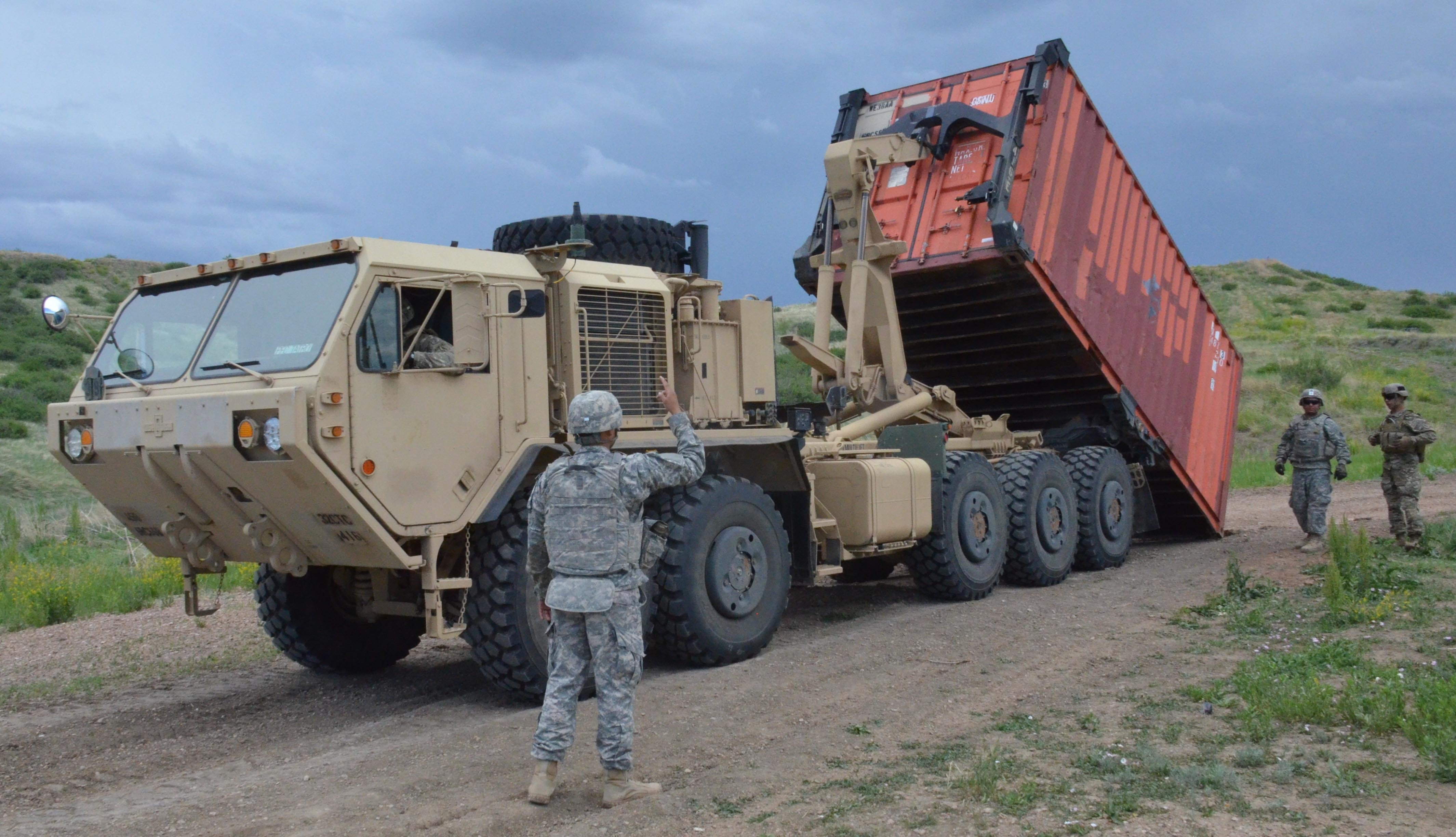
Выгрузка контейнера военнослужащими 68-го батальона материально-технического обеспечения 4-й пехотной дивизии. 9 июня 2016.

В 1989 U.S. Army Tank Automotive Command (ныне TACOM Life Cycle Management Command) заключило контракты на создание прототипов системы PLS с Oshkosh Truck Corporation, PACCAR и General Motors. Oshkosh PLS предложила необычную пятиосевую конфигурацию с двумя первыми и последней управляемыми осями, что позволило вписаться в требования по проходимости, маневренности и нагрузке на оси. Конкуренты предложили четырехосные конфигурации: Paccar — с тремя осями сзади, General Motors — американизированный вариант грузовика MAN KAT1 (8×8).
По результатам тестирования, начавшегося в сентябре 1989 года, Oshkosh Truck Corporation получила пятилетний контракт на PLS в сентябре 1990 года, развернув серийное производство в 1992 году. В декабре 2009 были поставлены последние из 6288 заказанных PLS варианта A0.
Так как Корпус морской пехоты США не использует грузовики HEMTT и систему PLS, то в 1998 совместно с несколькими грузовыми производителями был создан «демонстратор» ATD (Advanced Technology Demonstrator), после испытаний которого и «анализа альтернатив» Logistics Management Institute в 2001 выработал рекомендации по замене имеющегося парка LVS (Logistics Vehicle System), также базирующегося на четырехосной «платформе С» (как и HEMTT). В марте 2004 были поставлены три грузовика для испытаний, как первой части двухфазного тендера по окончательному выбору одного из двух поставщиков (помимо Oshkosh это была American Truck Company). Первая фаза представляла собой полевые испытания, закончившиеся в 2005, и лишь в 2006 USMC заключил контракт на 28 миллионов долларов (22 грузовика, 2 ремонтно-эвакуационных машины и седельный тягач, запчасти, обучение персонала и поддержку на время проведения испытаний). Испытания грузовиков начались на полигоне Aberdeen Proving Ground в июне 2007, тягача — в ноябре 2007, ремонтно-эвакуационные машин — в апреле 2008. Следующие 123 грузовика как часть "начальной стадии серийного производства (low rate initial production — LRIP), были поставлены в течение двух лет. В январе 2009 Oshkosh объявила о поставке 425 LVSR на сумму 176 миллионов долларов как "часть перехода к серийному производству (full-rate production — FRP). Впервые они были применены в Афганистане в сентябре 2009.
К середине 2013 было поставлено более 2150 PLS A1 и 15000 прицепов.
К сентябрю 2013 по программе LVSR было поставлено 1505 грузовиков с мультилифтом (MKR18), 355 седельных тягачей MKR16 и 162 ремонтно-эвакуационных машин MKR15.
С октября 2008 года производятся автомобили PLS версии А1 — с антиблокировочной системой, усовершенствованной электросистемой, новой, более просторной кабиной (общей для всего семейства FHTV (Family of Heavy Tactical Vehicles), включая HEMTT, LVSR и HETS), оснащённой кондиционером, местом для пулемётчика, штатным местом под установку пулемёта, бронирование пулемётной точки, пола кабины и мест, труднодоступных для установки навесной брони в полевых условиях (т. н. «A-kit»), с возможностью усиления навесным бронированием в полевых условиях с помощью т. н. «комплекта Б» («B-kit»).
С июня 2015 по май 2018 были подписаны четыре контракта на реновацию 4092 PLS А0 в сумме до уровня A1 с полной переборкой всех агрегатов до состояния «как новое», прохождением тех же тестов, как и для новых машин, и соответствующим обновлением гарантии.
27 июня 2018 года Инженерный центр автомобильных исследований, разработок и инжиниринга армии США (TARDEC) заключил контракт на 49 миллионов долларов США на интеграцию существующих грузовиков PLS с т. н. «масштабируемыми автономными технологиями» по программе Expedient Leader Follower (ExLF) — для удаления солдат из транспортного средства во время работы в районах с высокой степенью опасности (предполагается поставка 70 комплектов с опцией ещё на 150). При этом используется комплекс TerraMax — разработка компании Oshkosh Defense в рамках программ DARPA Grand Challenges 2004—2005 и DARPA Urban Challenge 2007 года — беспилотное управление автомобилями в разных режимах (оператором, автономно, в режиме «следования за лидером» — до 5 автомобилей в одном конвое).

## Состав системы
Система PLS включает в себя:

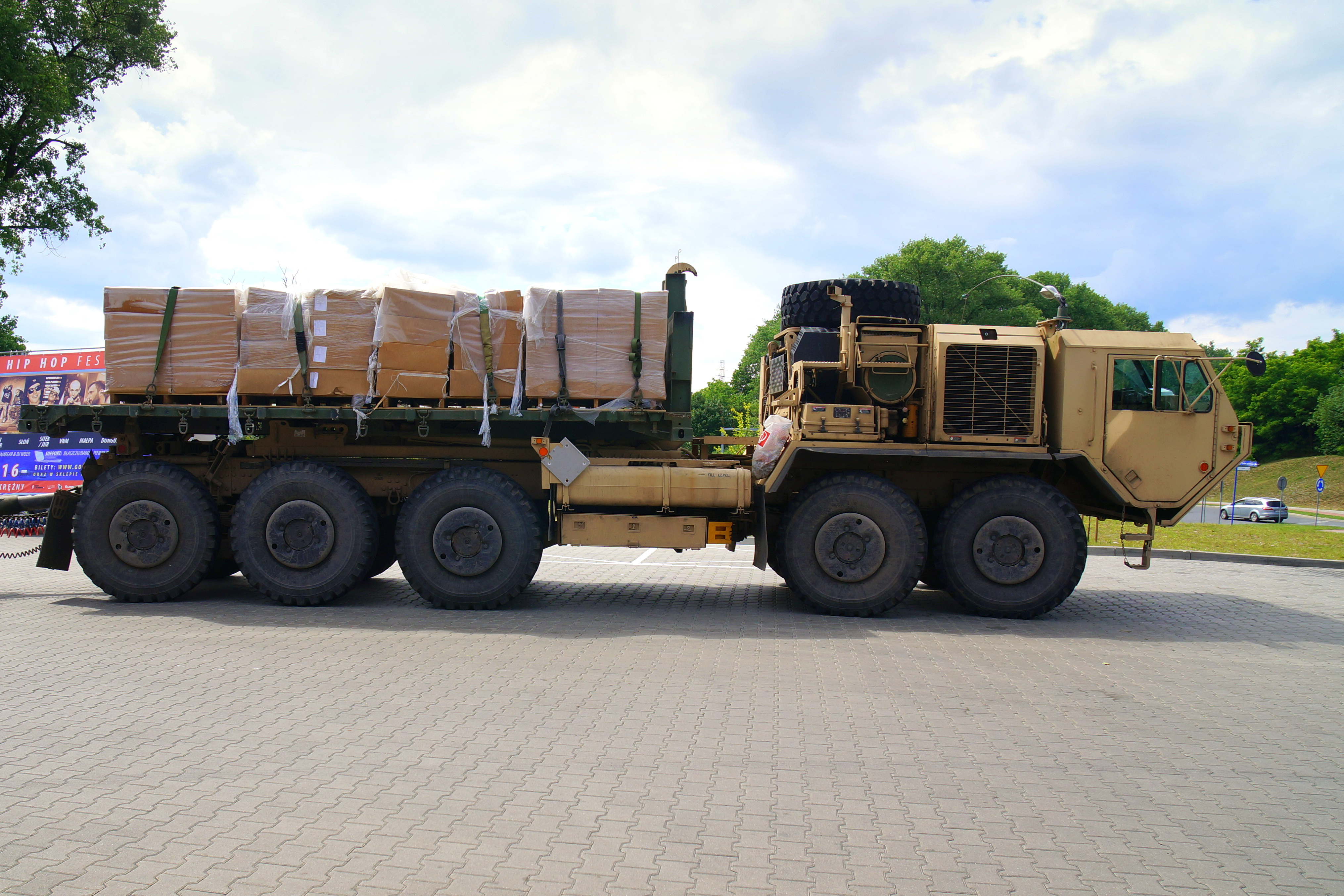

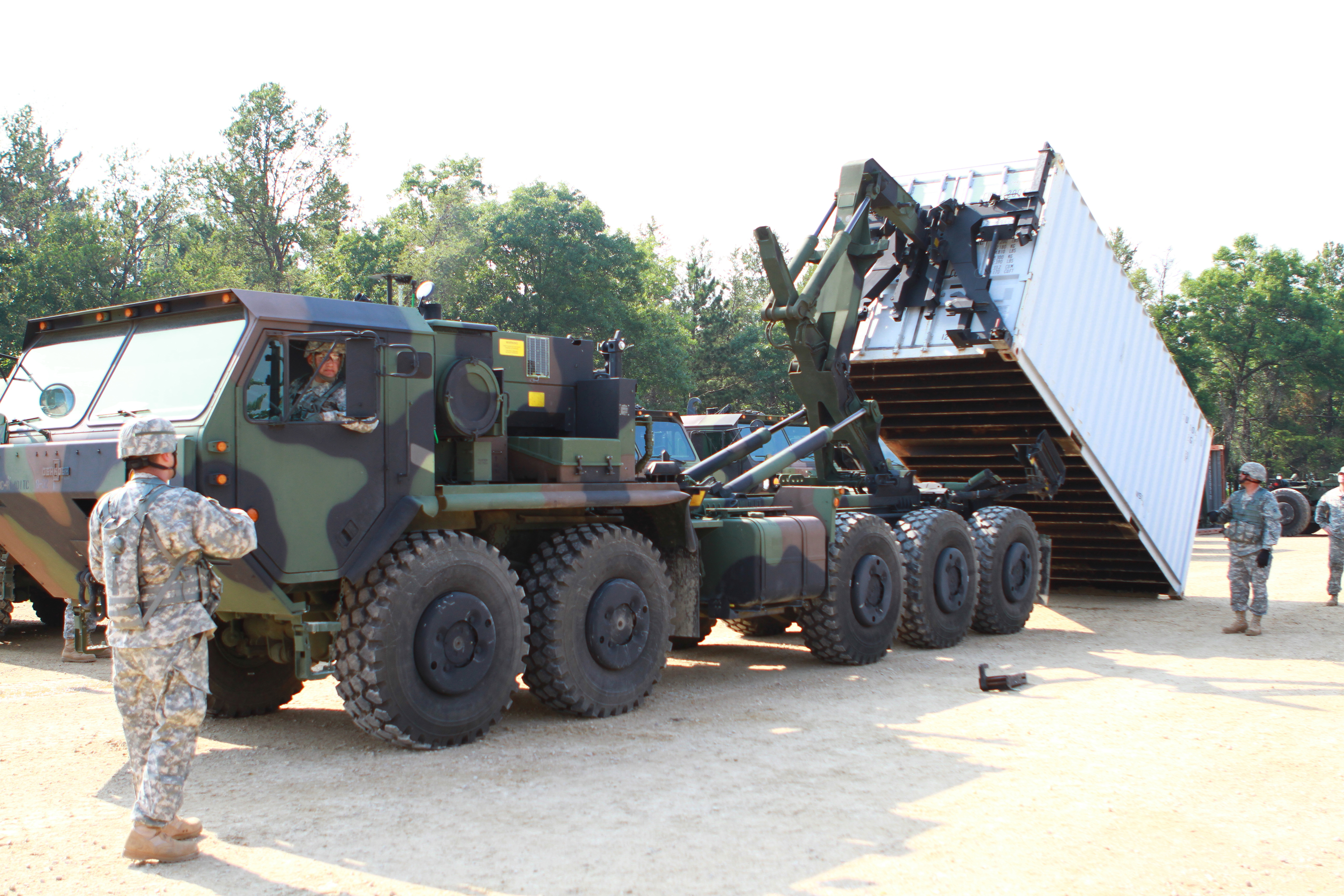

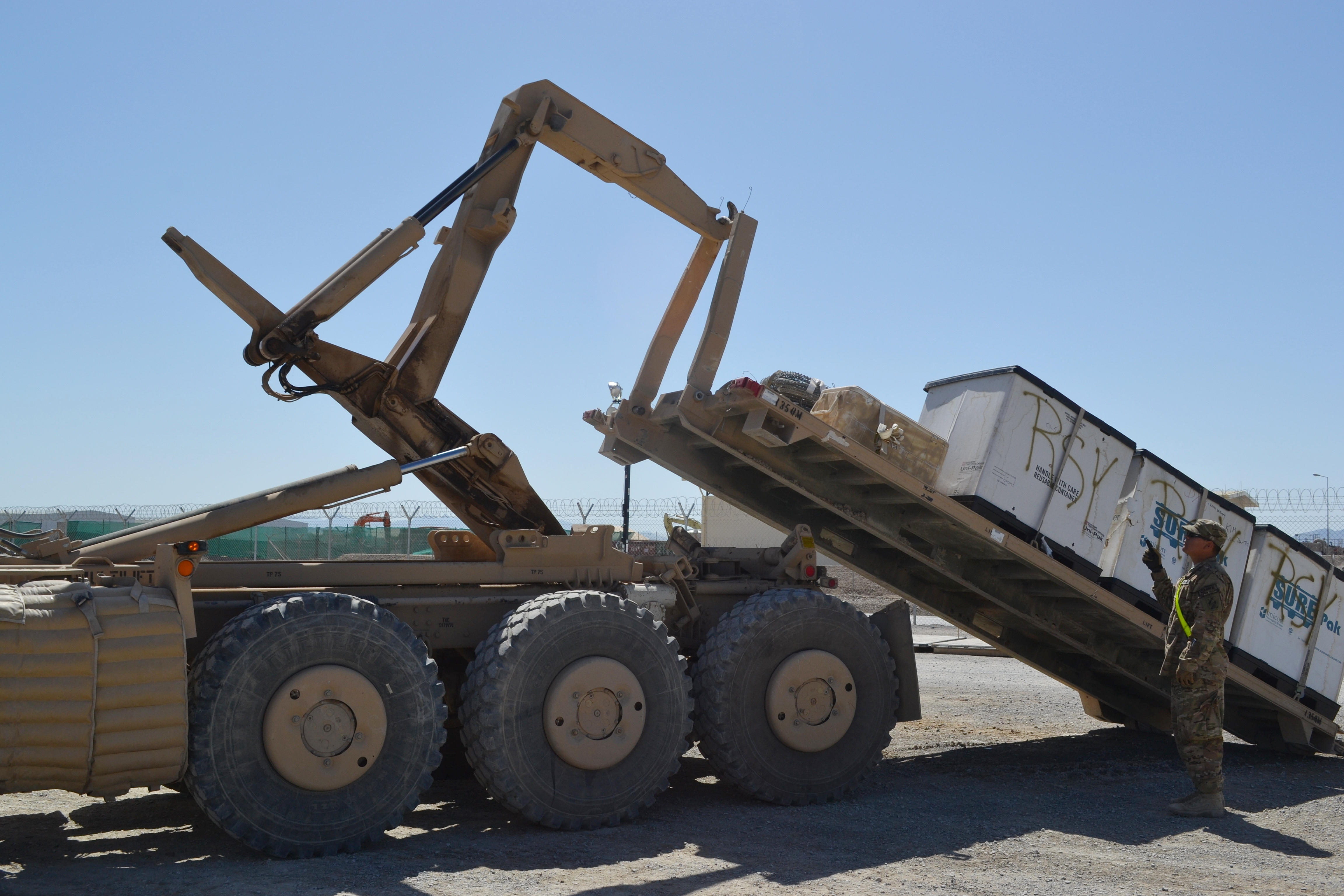

- 2 варианта грузовика: M1074 с мультилифтом — для загрузки/разгрузки и перевозки паллет на стандартизированных грузовых платформах Flatrack, ISO-контейнеров без погрузки на платформы Flatrack (при установке комплекта Container Handling Unit (CHU), весящего 1476 кг и мобильных модулей), — и М1075 с манипулятором (крановой установкой)
- собственно платформ Flatrack: M1077/M1077A1 - «тип А» (без бортов); M3/M3A1 — с роликами системы CROP (Roll-in/Out Platform) под облегченную загрузку/разгрузку и перевозку 20-футового контейнера; «M1» — ISO-совместимый, с 2-мя откидными бортами впереди и сзади, несколько штук инкорпорируются в «тип А»
- трёхосного прицепа M1076 (по сути — тележки) для перевозки грузов общей массой до 16,5 американских тонн (15 000 кг) на платформах Flatrack; не выходя из кабины, с помощью мультилифта или манипулятора водитель может загружать и разгружать грузовик менее чем за одну минуту, а грузовик с прицепом — менее чем за пять минут;
- инженерных модулей EMM, размещаемых на платформах Flatrack и соединяемых с энергосистемой грузовика с помощью Universal Power Interface Kit (UPIK); включают в себя битумные цистерны с устройствами подачи и розлива битума EMM-BD (M4 Bituminous Distributor), EMM-CMM (M5 Concrete Mobile Mixer) — бетономешалку, и M6 — съёмный самосвальный кузов (EMM-DB).

Платформы Flatracks, комплекты CHU/E-CHU, а также цистерны Modular Fuel System (MFS) для топлива и Hippo tankracks — для воды, — систем PLS и HEMTT-LHS взаимозаменяемы.
Программа PLS-Enhanced (PLS-E) включает оснащение «системой слежения за движением тактических колёсных транспортных средств» на основе глобальной системы позиционирования и возможностью двустороннего обмена цифровыми сообщениями посредством Movement Tracking System (MTS), использующей как армейские, так и коммерческие спутниковые системы связи, а также систему тепловизионного виденья DVE (driver vision enhancer). DVE позволяет в дыму, тумане, песчаной буре, ночью увидеть 22-дюймовый (0,55 м) объект более чем за 100 м, что обеспечивает в среднем сохранение скорости движения не менее 60 % от таковой при условиях дневной видимости. Тепловизор может быть поднят на угол 35 градусов, опущен на 5, и может поворачиваться на 170 градусов в обе стороны.
MTS позволяет командиру отслеживать всю логистическую цепочку в тактическом звене и оперативно перенаправлять грузы в соответствии с потребностями обслуживаемых подразделений.
В систему LVSR входят: MKR15 — ремонтно-эвакуационная машина, MKR16 — седельный тягач, MKR18 — грузовик с мультилифтом. Используется общие с PLS платформы flatrack и универсальные прицепы M1076. MKR15 способен буксировать машины весом до 110.000 фунтов (49.900 кг), с частичной погрузкой 96.000 фунтов (43.546 кг), комплектуются задней лебедкой с усилием 35.780 кг и передней — с усилием 9.072 кг. MKR16 комплектуются передней лебедкой усилием 60,000 lb. (27216 кг).
Грузовики LVSR комплектуются мультиплексной системой контроля и самодиагностики Oshkosh’s Command Zone™.

## Шасси
Грузовики имеют большое число узлов и деталей, взаимозаменяемых с семейством средних (5-9 тонн грузоподъёмности, 8х8 LHS — до 15) грузовиков MTVR: колеса, подвеску TAK-4, передние оси, электропитания, управление и т. п.
Основа шасси — лонжеронная рама из профилей 356 × 89 × 9.5 мм, сталь SAE1027 (термообработанная углеродистая марганцевая) с пределом прочности 758 МПа.

## Двигатель
На варианте А0 — дизельный двигатель фирмы Detroit Diesel 92T A-90 (8V92TA), двухтактный, V-образный, 8-цилиндровый с турбонаддувом и промежуточным охладителем воздуха. Рабочий объём 12,1 л, мощность 500 л. с. Крутящий момент — 1900 Н·м при 1000—1800 об/мин. Площадь радиатора охлаждения 13 000 см².
На варианте А1 — четырёхтактный Caterpillar C-15 рядный 6-цилиндровый, 15,2 л объёма, 600 л. с. при 1800мин-¹, 2508 Нм при 1200 мин-¹.

## Трансмиссия
Постоянный полный привод 10×10. Коробка передач автоматическая гидромеханическая Allison 4500SP, 6-ступенчатая, сблокированные с двухступенчатой раздаткой Oshkosh 36 000 Series. В трансмиссию интегрирован гидродинамический тормоз-ретардер мощностью 450 л. с. Имеется вал отбора мощности.
На PLS A0 (до октября 2005) устанавливалась 5-ступенчатая автоматическая гидромеханическая КПП
Allison CLT-755 ATEиnдвухступенчатая раздатка d Oshkosh 550oed

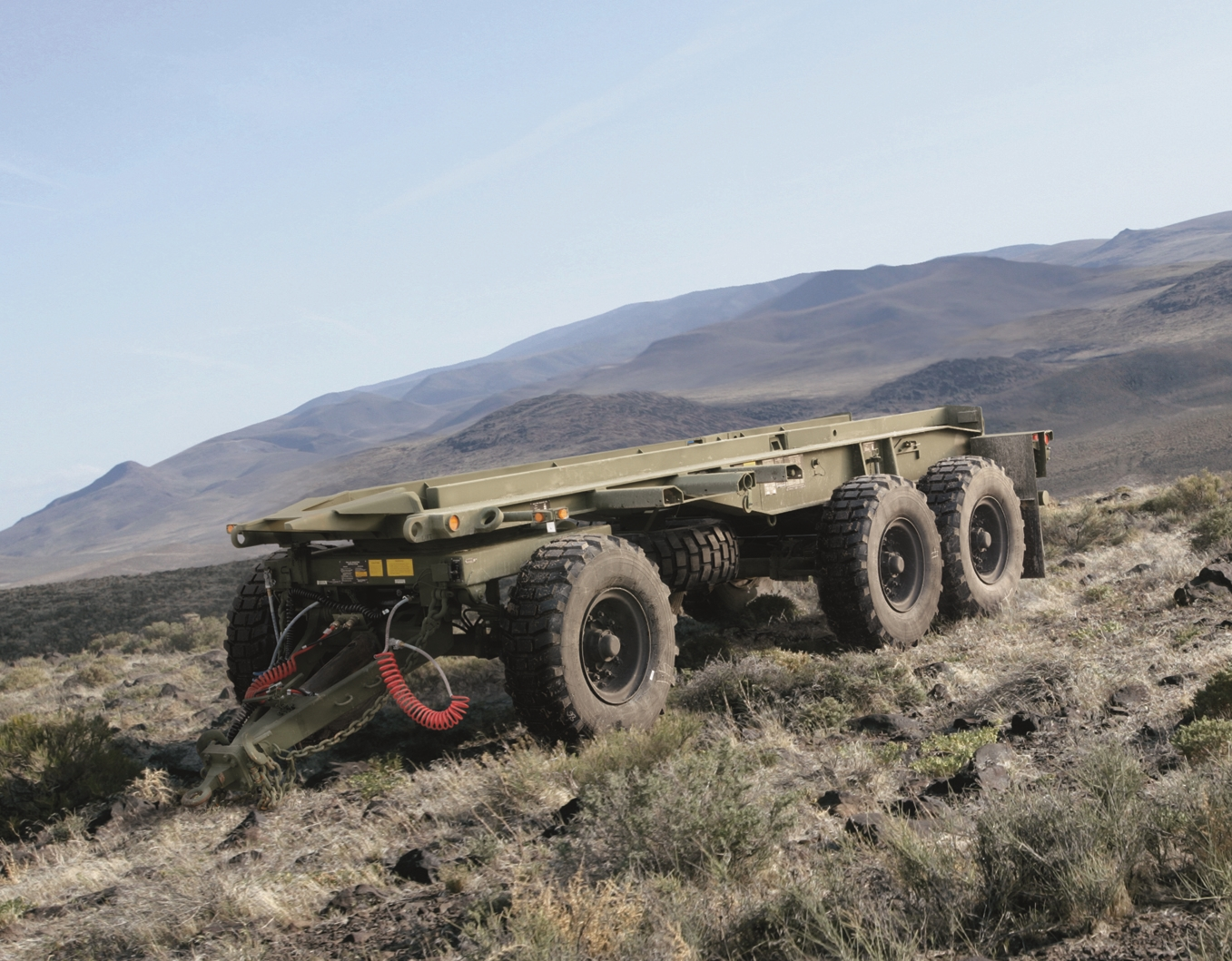
Прицеп M1076

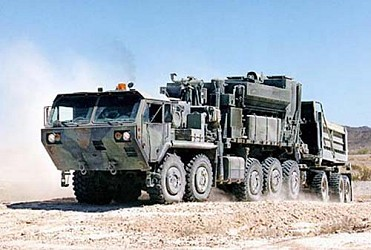
PLS M1075A0 грузовик с модулем M5 (EMM-CMM), кузов M6 (EMM-DB) — на прицепе M1076

## Колёсные мосты
Мосты фирмы AxleTech, зависимого типа с бортовыми планетарными редукторами с межколёсной и межосевой блокировкой всех.
1-я, 2-я и 5-я оси управляемые; на LVSR управляема также 4 ось;
1-я и 2-я оси — независимая пружинная подвеска TAC-4 (на варианте А0 — зависимая на продольных листовых рессорах);
3-й мост подъёмный на пневмоподвеске;
4-й и 5-й мосты — на балансирной подвеске с листовой продольной рессорой.
Ввиду особенностей применения морской пехотой (ограниченные пространства десантных кораблей, неподготовленные места высадки, необходимость сокращения количества рейсов при сохранении объёма грузопотока) LVSR имеет гидропневматическую подвеску 3 задних мостов и независимую подвеску всех колес, управляемые 2 задние оси, а полная масса LVSR несколько выше (номинальная нагрузка на первые две оси 7 666 кг, на 4-5 — 10,478, на 3-ю — 11,500 кг; в сумме 47,778 кг против 39,000 у PLS).

## Тормозная система
Тормоза барабанного типа, привод пневматический.

## Колёса
Ошиновка односкатная. Шины 16.00 R20 XZLT. В комплектацию входит система централизованного контроля давления в шинах.

## Кабина
Двухместная, без спального места. У части грузовиков установлен комплект бронирования (версия A1).

## Технические характеристики
- Полный привод на все колёса и собственное погрузочно-разгрузочное оборудование.
- Снаряженная масса: 24,040 кг (включает в себя Flatrack);
- Полная масса транспортного средства (39,009 кг)
- Полный вес с груженным прицепом 61,462 кг;
- Грузовик (грузоподъемность): 16,5 амер.тонн (14 969 кг)
- Трейлер (полезная нагрузка): 16,5 амер.тонн (14 969 кг)
- Грузовик, длина: 431 дюймов (10,9 м)
- Трейлер, длина: 327,4 дюйма (8,32 м) (в том числе с прицепом Flatrack)
- Грузовик, ширина: 96 дюймов (2,4 м)
- Трейлер, ширина: 95,7 дюймов (2,43 м)
- Грузовик, высота: 128 дюймов (3,3 м)
- Flatrack, размеры: 8 × 20 футов (2,4 × 6,1 м)
- Объём топливного бака: 155 галлонов (628 литров)
- Дизельный двигатель: 500 л. с. (370 кВт), Detroit Diesel V8 (8V92)
- Трансмиссия: Allison 6-ступенчатая автоматическая (5 передач вперед, 1 назад)
- Раздаточная коробка: Oshkosh, двухскоростная с блокируемым планетарным дифференциалом
- Лебедка: тяговым усилием 9 072 кг
- Преодолеваемый брод: 48 дюймов (1,2 м)
- Возможность перевозки авиатранспортом: самолёты C-5A, С-17
- Кабина: 2 человека
- Максимальная скорость: 62 миль/ч (100 км/ч)
- Колесная формула: 10 × 10 (5 осей), полный привод на все колёса
- Мосты: AxleTech с блокировкой дифференциала и планетарными колёсными редукторами
- Грузоподъёмность крана: 5400 фунтов (2450 кг)
- Центральное регулирование давления в шинах: 4 предустановленных режима — HWY, CC, MSS, EMERG.

## В компьютерных играх
Встречается в серии игр «Far Cry»